# Eppo von Merseburg
Eppo von Merseburg war Bischof von Merseburg im Jahr 1085.
Über ihn gibt es nur eine kurze Erwähnung in der Merseburger Bischofschronik. Eppo wurde nach Absetzung Werners durch König Heinrich IV. auf der Mainzer Synode im April oder Mai 1085 im Juli/August des gleichen Jahres als dessen Nachfolger eingesetzt. Die Bischofschronik spricht von einer vorübergehenden Vertreibung Werners.